# نسبت سیگنال به نویز
نسبت سیگنال به نویز (SNR - Signal to Noise ratio) معیاری برای نمایش میزان سیگنال مفید در مقابل سیگنال مزاحم (یا نویز) در سیستم‌های الکتریکی است. این عدد، نسبت توان سیگنال به توان نویز است، و آن را بر حسب دسی‌بل (dB) بیان می‌کنند. نسبت بالاتر از 1:1 (بیشتر از 0 دسی بل) نشانگر سیگنال بیشتر از نویز است. معمولاً مقدار کمتر از 12 dB نشان‌‌دهنده مشکل جدی نویز در خطوط انتقال است، مقدار بالاتر از 20 dB رضایت‌بخش، و مقدار بالاتر از 30 dB مناسب است. در واقع این شاخص هرچه بیشتر باشد، وضعیت بهتر بوده و نشان‌دهنده شدت سیگنال مفید بیشتری است.